# Aberdareleria freidbergi
Aberdareleria freidbergi är en tvåvingeart som beskrevs av Woznica 1993. Aberdareleria freidbergi ingår i släktet Aberdareleria och familjen myllflugor.
Artens utbredningsområde är Kenya. Inga underarter finns listade i Catalogue of Life.